# Junge-Erde-Kreationismus

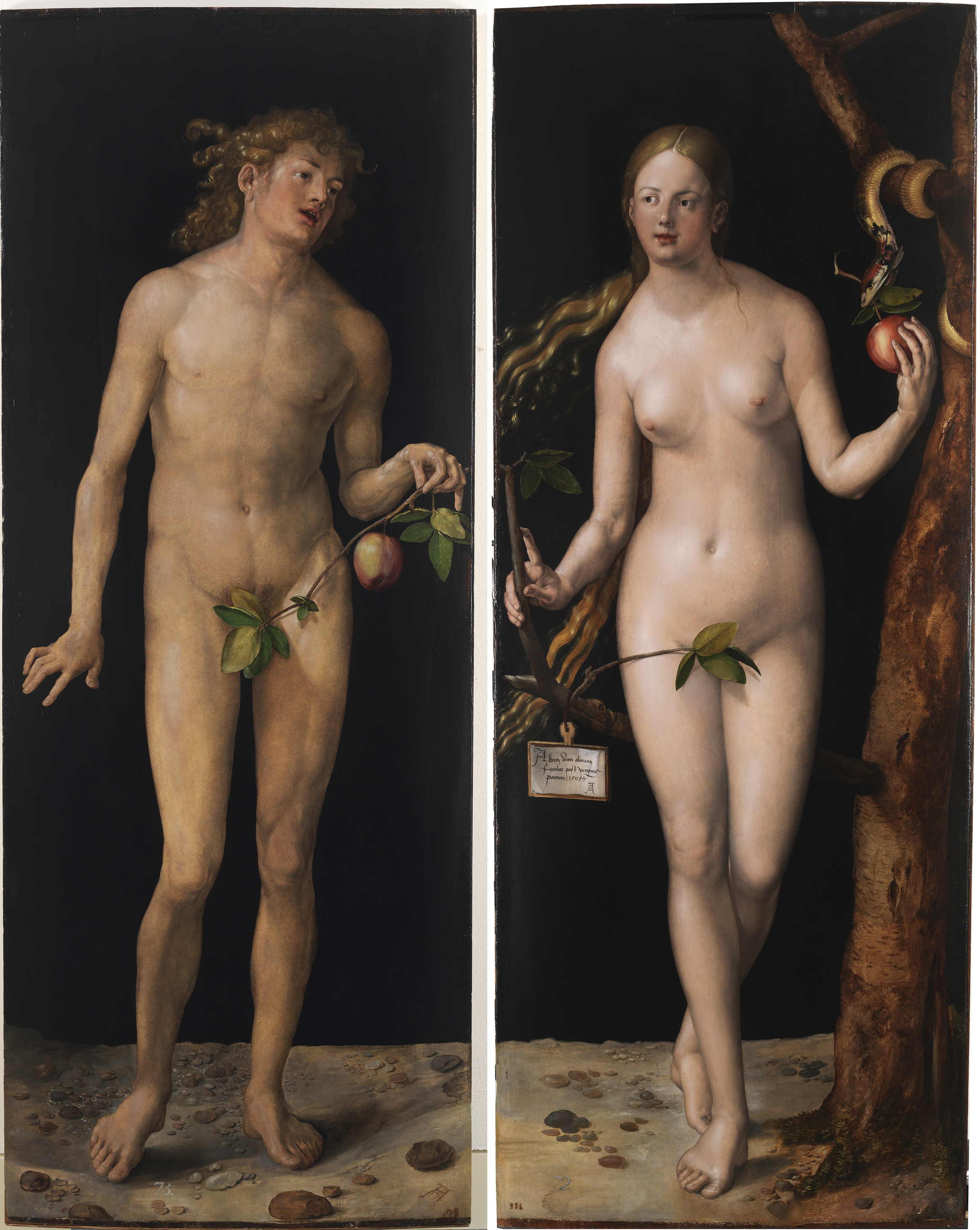
Albrecht Dürer: Adam und Eva, 1507

Der Junge-Erde-Kreationismus (englisch Young Earth creationism) ist eine Richtung des Kreationismus, die davon ausgeht, dass die Erde und das Leben auf ihr vor höchstens 10.000 Jahren durch das direkte Handeln Gottes geschaffen wurden. Er wird von Gläubigen vertreten, die annehmen, dass die im 1. Buch Mose genannten sechs Schöpfungstage und ein Rasttag jeweils 24 Stunden entsprechen und lückenlos die erste Woche nach einem absoluten Beginn der Zeit beschreiben. Der Inhalt der gesamten Bibel ist in ihren Augen ein wahrheitsgetreuer historischer Bericht, aus dem sich die Größenordnung der seitdem vergangenen Zeit berechnen lässt. Die Anhänger sind außerdem der Ansicht, dass den Aussagen der Bibel im Rahmen einer Schöpfungswissenschaft Vorrang vor der Naturwissenschaft oder zumindest eine Gleichstellung zusteht.

## Geschichte des Junge-Erde-Kreationismus

### Ursprung
Der Junge-Erde-Kreationismus hat seine frühesten Wurzeln im Judentum. So wurde die Ansicht, dass die Erde jung sei und in sechs Tagen erschaffen wurde, z. B. von Flavius Josephus (jüdischer Historiker aus dem 1. Jahrhundert) geteilt. Die seitdem vergangene Zeit wurde in der Neuzeit anhand der Altersangaben in den biblischen Geschlechtertafeln auf maximal 10.000 Jahre abgeschätzt.
Bis ins späte 19. Jahrhundert standen dagegen die von Geologen wie Charles Lyell empirisch angeführten Erdalter im Milliardenbereich in gänzlichem Widerspruch zur bekannten Physik. Nach in der Beweisführung völlig unstrittigen thermodynamischen Berechnungen Lord Kelvins zur maximalen Dauer einer Abkühlung einer glutflüssigen Erde war ein Erdalter über 24 Millionen Jahre nach dem damaligen physikalischen Wissen unmöglich. Dies änderte sich erst mit der Entdeckung der Radioaktivität.
Dieser eklatante Widerspruch hinderte die Geologen nicht an der öffentlichkeitswirksamen Weiterentwicklung ihrer Thesen, auf denen die Herausbildung einer eigenständigen Wissenschaftstradition deskriptiver, historisch arbeitender Geo- und Lebenswissenschaften basiert. Die christliche Theologie reagierte darauf unter anderem mit der Herausbildung einer textkritischen Bibelinterpretation, unter anderem in der Leben-Jesu-Forschung, bei der David Friedrich Strauß versuchte, die biblischen Texte und davon abgeleiteten kirchlichen Glaubenssätze und Dogmen in philosophische Ideen umzuwandeln, ohne sie als Glaubenswahrheiten aufzugeben. Innerkirchlich blieb es bei einem Widerspruch zwischen wörtlicher Bibelauslegung wie textkritischer Interpretation.

### Niedergang als wissenschaftliche Hypothese
Die Unterstützung für den Junge-Erde-Kreationismus nahm vom 18. Jahrhundert an mit der Entwicklung der neuen Wissenschaft der Geologie ab. Die frühen Geologen kamen zu der Ansicht, dass die Erde alt sein müsse, um die große Menge geologischer Phänomene, die sich beobachten ließen, erklären zu können. James Hutton, der heute als der Vater der modernen Geologie gilt, vertrat die Meinung, die Erde müsse viel älter sein. Er meinte sogar, sie sei unendlich alt.
Huttons Hauptargument war, dass die Phänomene der Erdoberfläche, die er sah, nicht in einer kurzen Zeitspanne durch eine Katastrophe entstanden sein konnten, sondern dass dieselben Prozesse, die sich heute auf der Erde beobachten lassen, diese hervorgebracht hatten (Uniformitätsprinzip). Da alle diese Prozesse langsam abliefen, müsse die Erde alt sein, um diese Veränderungen hervorzubringen. Schon nach kurzer Zeit kam die Wissenschaft auf ein Erdalter von einigen Millionen Jahren – immer noch kurz im Vergleich zu den heute gängigen Zahlen, aber weit mehr als die wenigen Tausend Jahre einer wörtlichen Auslegung der Bibel.
Huttons Gedanken wurden durch Sir Charles Lyell im frühen 19. Jahrhundert populär. Durch den tatkräftigen Einsatz von Lyell kamen die Öffentlichkeit und die Gemeinschaft der Wissenschaftler dazu, die Vorstellung von einer alten Erde anzunehmen. Mitte des Jahrhunderts hatte die etablierte Wissenschaft den Junge-Erde-Kreationismus als eine ernst zu nehmende Hypothese verworfen. Viele der führenden Geologen der damaligen Zeit waren selbst Geistliche, wie z. B. Reverend William Buckland, der erste Professor für Geologie an der Universität Oxford. Auch viele religiöse Gruppen gaben den Junge-Erde-Kreationismus als eine buchstäbliche Beschreibung der Erdgeschichte auf und kamen zu der Ansicht, der biblische Schöpfungsbericht sei bildlich zu verstehen.
Insbesondere auch wegen der Entwicklung einer Vielzahl von zuverlässigen radiometrischen Datierungsmethoden seit Beginn des 20. Jahrhunderts wird der Junge-Erde-Kreationismus heute als wissenschaftlich ernst zu nehmende Hypothese vollständig abgelehnt. Dazu zählen zum Beispiel verschiedene unabhängige radiometrische Datierungsmethoden, die ein weitaus höheres Erdalter ergeben, oder auch die Dendrochronologie. So ist etwa die sogenannte Hohenheimer Kurve der Dendrochronologie, die mittlerweile ununterbrochen bis 14.600 Jahre vor heute zurückreicht (Stand 2009), weder mit dem Junge-Erde-Kreationismus noch mit der als Lücken-Kreationismus (gap creationism) bezeichneten Mischung aus Junge-Erde-Kreationismus und Alte-Erde-Kreationismus (Kurzzeitkreationismus und Langzeitkreationismus) zu vereinbaren.

### Renaissance im religiösen Umfeld
Mit der Zunahme des christlichen Fundamentalismus zu Beginn des 20. Jahrhunderts entstand ein neues Interesse am Junge-Erde-Kreationismus. 1923 schrieb der Siebenten-Tags-Adventist George McCready Price das Buch The New Geology (Die neue Geologie), um eine fundamentalistische Antwort auf die Geologie zu geben. Die Inspiration für dieses Buch erhielt er zum Teil aus Patriarchen und Propheten, einem Buch von Ellen G. White, einer Mitbegründerin der Siebenten-Tags-Adventisten, in dem sie die katastrophalen Auswirkungen der Sintflut auf die Gestalt der Erdoberfläche beschreibt.
Prices Werk wurde von Henry M. Morris und John C. Whitcomb aufgegriffen und erweitert. 1961 veröffentlichten sie das Buch The Genesis Flood (die Sintflut). Morris und Whitcomb argumentierten, dass die Erde geologisch jung sei und dass die meisten der geologischen Schichten im Laufe eines Jahres abgelagert wurden. (Dies ist genau die Ansicht, die Buckland 130 Jahre zuvor verworfen hatte.) Darauf aufbauend meinten sie: „der letzte Zufluchtsort der Evolution verschwindet und die Aufzeichnung der Steine wird zu einem gewaltigen Zeugnis … für die Heiligkeit und Gerechtigkeit und Macht des lebendigen Gottes der Schöpfung“.
Dies wurde die Grundlage einer neuen Generation von Kreationisten, die sich um das von Morris gegründete Institute for Creation Research organisierten. Schwesterorganisation wie z. B. die als Missionsorganisation operierende Creation Research Society versuchen, die geologischen Formationen vom Standpunkt des Junge-Erde-Kreationismus neu zu interpretieren.
Die Gedanken von Morris hatten großen Einfluss auf den Kreationismus und auf die fundamentalistische Christenheit. Mit finanzieller Unterstützung durch reiche konservative Organisationen und Privatleute wurde seine sich als „kreationistische Wissenschaft“ bezeichnende Lehre innerhalb wie auch außerhalb der USA weit verbreitet. Seine Bücher wurden in mindestens 10 Sprachen übersetzt.
Die Renaissance des Junge-Erde-Kreationismus hatte aber keinen signifikanten Einfluss auf die moderne Wissenschaft. Der Kreationismus wird von der großen Mehrheit der Wissenschaftler abgelehnt und, soweit er sich wissenschaftlich gibt, als nicht seriös eingestuft. Er hatte aber einen signifikanten Einfluss auf das Bildungswesen, insbesondere in den USA, wo es immer wieder große Auseinandersetzungen darüber gibt, ob die Ansichten der Junge-Erde-Kreationisten an öffentlichen Schulen gelehrt werden dürfen.
Der Einfluss des Junge-Erde-Kreationismus beschränkt sich auf fundamentalistische protestantische Kirchen. Fast alle anderen christlichen Konfessionen lehnen die Konzepte des Junge-Erde-Kreationismus ab. Viele Theologen meinen, der Schöpfungsbericht aus dem 1. Buch Mose dürfe nicht wörtlich verstanden werden.

## Charakteristik des Junge-Erde-Kreationismus
Junge-Erde-Kreationisten sind oft orthodoxe Juden oder evangelikale Christen, die den Schöpfungsbericht aus dem 1. Buch Mose als historisch genauen und zumeist auch als unfehlbaren Tatsachenbericht ansehen. Andere Formen des Kreationismus sind der Alte-Erde-Kreationismus und die Intelligent-Design-Bewegung.
Die definierende Eigenschaft dieser Variante des Kreationismus ist die Auffassung, die Erde sei „jung“, und zwar in der Größenordnung von 6000 bis 10.000 Jahren. (Zum Vergleich: die gängige Altersbestimmung der Erde liegt bei 4,5 Milliarden Jahren.) Dieses Alter wird aus den genealogischen Angaben des 1. Buchs Mose und anderen Daten der Bibel abgeleitet. Die Berechnung ähnelt dem System, das von dem irischen Erzbischof James Ussher (1581–1656) aufgestellt wurde, der die Schöpfung auf das Jahr 4004 v. Chr. datierte.
Junge-Erde-Kreationisten glauben, dass das Leben auf der Erde von Gott im Verlauf von 6 Schöpfungstagen zu je 24 Stunden in Form von Grundtypen bzw. definierten Arten („nach ihrer Art“) geschaffen wurde. Sie glauben auch, dass der biblische Bericht der Sintflut historisch wahr ist und dass eine weltweite Flut vor ca. 4500 Jahren alles Leben auf der Erde vernichtet hat, abgesehen von den Lebewesen, die in der Arche Noah gerettet wurden.
Junge-Erde-Kreationisten widersprechen der Evolutionstheorie sowie vielen Theorien anderer wissenschaftlicher Gebiete wie der Physik, Chemie, Astronomie und Geologie: Sie lehnen die Werte absoluter physikalischer und chemischer Datierungsmethoden als unzuverlässig ab. Sie sehen die geologisch wesentliche Gestaltung der heutigen Erdoberfläche als Folge von Katastrophen, wie zum Beispiel der Sintflut. Auch lehnen sie die zufällige Entwicklung von Planeten, des Sonnensystems oder des Universums ab. Für die Linguistik postulierten sie die Schaffung aller Sprachen durch die Sprachverwirrung von Babel (Babelismus). Neandertaler sehen sie als Exemplare des Jetztzeitmenschen in besonders hohem Alter und vermuten Irrungen von Datierungsmethoden bei fossilen Funden älter als 5000 bis 6000 Jahre. Insbesondere erachten sie keine Erklärung des Ursprungs der Welt, die Gott als den in der Bibel beschriebenen Schöpfer des Universums, des Lebens und der Arten durch rein naturwissenschaftlich fassbare Prozesse ersetzt, als möglich.
Sie sind der Auffassung, dass der Naturalismus sowie der Aktualismus (Uniformitarismus) als wissenschaftliches Grundprinzip ungeeignet sind, die Welt (vollständig) zu beschreiben. Die Anhänger der These meinen, dass sich die wissenschaftlichen (insbesondere die geologischen) Daten und einzelne geologische Paradoxa (vgl. Paradoxon der schwachen jungen Sonne) besser mit der Annahme einer jungen Erde und einem singulären Katastrophismus in Bezug auf die Sintflut erklären lassen.
Junge-Erde-Kreationisten widersprechen der wissenschaftlichen Erkenntnis, dass die Dinosaurier vor 65 Millionen Jahren ausgestorben sind, da die Erde nur ca. 6.000 Jahre alt sei. Daher wird in Kreisen der Junge-Erde-Kreationisten die Theorie vertreten, die Dinosaurier seien bei der Sintflut ertrunken.
In dem Buch The Genesis Flood aus dem Jahre 1961 von Henry M. Morris wurde die Theorie vertreten, dass Dinosaurier und Menschen vor der Sintflut zusammengelebt hätten. Diese Auffassung wird in mehreren Kreationisten-Museen vertreten (wie etwa das Creation Museum oder das Creation Evidence Museum). Eine andere Theorie besagt, dass Dinosaurier die Sintflut überlebt und als Drachen weiterexistiert hätten.
Einige Christen vertreten die Auffassung, die Bibel habe bereits über Dinosaurier berichtet. In der Bibel wird ein Ungeheuer namens „Behemoth“ (Hiob 40,15–24) erwähnt. Einige Kreationisten sehen in dem Ungeheuer Leviathan einen Bezug auf Dinosaurier. Einige Kreationisten vermuten, dass Dinosaurier in Australien überlebt hätten und dass Aborigines über sie berichtet hätten. Auf der Website von Answers in Genesis vertritt Kenneth „Ken“ Ham die Auffassung, dass Dinosaurier auf Noahs Arche gewesen und erst später ausgestorben seien, weil ihnen die Nahrung ausgegangen sei. Dinosaurier könnten die Drachen gewesen sein, von denen alte Geschichten berichten.

## Theologische Aspekte
Wesentliche Beiträge zum modernen theologischen Verständnis der Geologie, Paläontologie und Anthropologie stammen von dem Jesuiten, Geologen und Anthropologen Pierre Teilhard de Chardin. Teilhards Schriften standen zu Lebzeiten in großem Konflikt zur Kirchenobrigkeit, wurden aber posthum in Millionenauflagen verkauft und fanden auch innerkirchlich zunehmend Anerkennung. Er sah die Schöpfung nicht als etwas „einst“ Abgeschlossenes an, sondern als einen fortdauernden Prozess, der keineswegs in Gegensatz zur Evolution steht. Seine Überlegungen zur Evolution des Menschen, insbesondere hinsichtlich dessen geistiger und spiritueller Aspekte, decken sich in manchem Aspekt mit dem indischen Philosophen Aurobindo Ghose, der den gegenwärtig lebenden Menschen als Übergangswesen zu einer höheren Entwicklungsstufe ansieht.
Diese Auffassungen werden von den meist evangelikalen Junge-Erde-Kreationisten nicht geteilt. Nach ihrem Bibelverständnis versteht sich 1 Mos 1,1–10  nicht als Mythos, sondern als Tatsachenbericht. Sie machen dies u. a. an den folgenden Punkten fest:
- Die Form dieses Bibelabschnitts entspreche einem Berichtsstil, in dem auch an anderen Stellen der Bibel historische Fakten beschrieben seien.
- Der Schöpfungsbericht wird im weiteren Verlauf der Bibel als Tatsache angesehen. Insbesondere habe Jesus selbst Bezug auf die Schöpfung (Markus 10,6 EU) und die Sintflut (Matthäus 24,37 EU) genommen und sie damit als Wahrheit bestätigt.
- Sie sehen in 2 Petr 3,1–7 EU (besonders Vers 5) eine erfüllte Prophezeiung, dass die Menschen in späteren Zeiten nicht mehr an die Sintflut glauben würden.

Strenge christliche Kreationisten verweisen auch darauf, dass laut Bibel der Tod erst als Folge der Sünde der ersten Menschen in die Welt kam (z. B. Röm 5,12  und 1 Kor 15,21 ), wohingegen in allen evolutionistischen Spielarten schon die Vorfahren der Menschen bis zurück zu den ersten Einzellern der Sterblichkeit unterworfen sind.